# Erythroxylum armatum
Erythroxylum armatum là một loài thực vật có hoa trong họ Erythroxylaceae. Loài này được Oviedo & Borhidi mô tả khoa học đầu tiên năm 1992.